# شش‌یکان
شش‌یکان، روستایی از توابع بخش مرکزی شهرستان کنگاور در استان کرمانشاه ایران است.

## جمعیت
این روستا در دهستان فش قرار دارد و بر اساس سرشماری مرکز آمار ایران در سال ۱۳۸۵، جمعیت آن ۹۷ نفر (۲۴ خانوار) بوده‌است. شغل ساکنان این روستا عمدتا کشاورزی و دام‌داری است.